# WTA Hilton Head Island
Das WTA Hilton Head Island (offiziell: Family Circle Cup) war ein Damen-Tennisturnier der WTA Tour, das ab 1973, mit Ausnahme von 1975 und 1976, als es auf Amelia Island stattfand, in Hilton Head Island ausgetragen wurde.
2001 wurde das Turnier nach Charleston verlegt.

## Siegerliste

### Einzel
| Jahr                   | Siegerin                | Finalgegnerin           | Ergebnis          |
| ---------------------- | ----------------------- | ----------------------- | ----------------- |
| 1973                   | Rosie Casals            | Nancy Richey Gunter     | 3:6, 6:1, 7:5     |
| 1974                   | Chris Evert             | Kerry Melville          | 6:1, 6:3          |
| 1975 1976              | WTA Amelia Island       | WTA Amelia Island       | WTA Amelia Island |
| 1977                   | Chris Evert             | Billie Jean King        | 6:0, 6:1          |
| 1978                   | Chris Evert             | Kerry Reid              | 6:2, 6:0          |
| 1979                   | Tracy Austin            | Kerry Reid              | 7:63, 7:67        |
| 1980                   | Tracy Austin            | Regina Maršíková        | 3:6, 6:1, 6:0     |
| 1981                   | Chris Evert-Lloyd       | Pam Shriver             | 6:3, 6:2          |
| 1982                   | Martina Navratilova     | Andrea Jaeger           | 6:4, 6:2          |
| 1983                   | Martina Navratilova     | Tracy Austin            | 5:7, 6:1, 6:0     |
| 1984                   | Chris Evert-Lloyd       | Claudia Kohde-Kilsch    | 6:2, 6:3          |
| 1985                   | Chris Evert-Lloyd       | Gabriela Sabatini       | 6:4, 6:0          |
| 1986                   | Steffi Graf             | Chris Evert-Lloyd       | 6:4, 7:5          |
| 1987                   | Steffi Graf             | Manuela Maleeva         | 6:2, 4:6, 6:3     |
| ↓ Kategorie: Tier II ↓ |                         |                         |                   |
| 1988                   | Martina Navratilova     | Gabriela Sabatini       | 6:1, 4:6, 6:4     |
| 1989                   | Steffi Graf             | Natallja Swerawa        | 6:1, 6:1          |
| ↓ Kategorie: Tier I ↓  |                         |                         |                   |
| 1990                   | Martina Navratilova     | Jennifer Capriati       | 6:2, 6:4          |
| 1991                   | Gabriela Sabatini       | Leila Mes’chi           | 6:1, 6:1          |
| 1992                   | Gabriela Sabatini       | Conchita Martínez       | 6:1, 6:4          |
| 1993                   | Steffi Graf             | Arantxa Sánchez Vicario | 7:68, 6:1         |
| 1994                   | Conchita Martínez       | Natallja Swerawa        | 6:4, 6:0          |
| 1995                   | Conchita Martínez       | Magdalena Maleeva       | 6:1, 6:1          |
| 1996                   | Arantxa Sánchez Vicario | Barbara Paulus          | 6:2, 2:6, 6:2     |
| 1997                   | Martina Hingis          | Monica Seles            | 3:6, 6:3, 7:65    |
| 1998                   | Amanda Coetzer          | Irina Spîrlea           | 6:3, 6:4          |
| 1999                   | Martina Hingis          | Anna Kournikowa         | 6:4, 6:3          |
| 2000                   | Mary Pierce             | Arantxa Sánchez Vicario | 6:1, 6:0          |

### Doppel
| Jahr      | Siegerinnen                                 | Finalgegnerinnen                          | Ergebnis          |
| --------- | ------------------------------------------- | ----------------------------------------- | ----------------- |
| 1973      | Françoise Dürr Betty Stöve                  | Rosie Casals Billie Jean King             | 3:6, 6:4, 6:2     |
| 1974      | Rosie Casals Olga Morosowa                  | Helen Gourlay Karen Krantzcke             | 6:2, 6:1          |
| 1975 1976 | WTA Amelia Island                           | WTA Amelia Island                         | WTA Amelia Island |
| 1977      | Rosie Casals Chris Evert                    | Françoise Dürr Virginia Wade              | 1:6, 6:2, 6:3     |
| 1978      | Billie Jean King Martina Navratilova        | Mona Anne Schallau-Guerrant Greer Stevens | 6:3, 7:5          |
| 1979      | Rosie Casals Martina Navratilova            | Françoise Dürr Betty Stöve                | 6:4, 7:5          |
| 1980      | Kathy Jordan Anne Smith                     | Candy Reynolds Paula Smith                | 6:2, 6:1          |
| 1981      | Rosie Casals Wendy Turnbull                 | Mima Jaušovec Pam Shriver                 | 7:5, 7:5          |
| 1982      | Martina Navratilova Pam Shriver             | JoAnne Russell Virginia Ruzici            | 6:1, 6:2          |
| 1983      | Martina Navratilova Candy Reynolds          | Andrea Jaeger Paula Smith                 | 6:2, 6:3          |
| 1984      | Claudia Kohde-Kilsch Hana Mandlíková        | Anne Hobbs Sharon Walsh                   | 7:5, 6:2          |
| 1985      | Rosalyn Fairbank Pam Shriver                | Swetlana Tschernewa Laryssa Sawtschenko   | 6:4, 6:1          |
| 1986      | Chris Evert-Lloyd Anne White                | Steffi Graf Catherine Tanvier             | 6:3, 6:3          |
| 1987      | Mercedes Paz Eva Pfaff                      | Zina Garrison Lori McNeil                 | 7:6, 7:5          |
| 1988      | Lori McNeil Martina Navratilova             | Claudia Kohde-Kilsch Gabriela Sabatini    | 6:2, 2:6, 6:3     |
| 1989      | Hana Mandlíková Martina Navratilova         | Mary-Lou Daniels Wendy White              | 6:4, 6:1          |
| 1990      | Martina Navratilova Arantxa Sánchez Vicario | Mercedes Paz Natallja Swerawa             | 6:2, 6:2          |
| 1991      | Claudia Kohde-Kilsch Natallja Swerawa       | Mary-Lou Daniels Lise Gregory             | 6:4, 6:0          |
| 1992      | Arantxa Sánchez Vicario Natallja Swerawa    | Laryssa Sawtschenko-Neiland Jana Novotná  | 6:4, 6:2          |
| 1993      | Gigi Fernández Natallja Swerawa             | Katrina Adams Manon Bollegraf             | 6:3, 6:1          |
| 1994      | Lori McNeil Arantxa Sánchez Vicario         | Gigi Fernández Natallja Swerawa           | 6:4, 4:1 Aufgabe  |
| 1995      | Nicole Arendt Manon Bollegraf               | Gigi Fernández Natallja Swerawa           | 0:6, 6:3, 6:4     |
| 1996      | Jana Novotná Arantxa Sánchez Vicario        | Gigi Fernández Mary Joe Fernández         | 6:2, 6:3          |
| 1997      | Mary Joe Fernández Martina Hingis           | Lindsay Davenport Jana Novotná            | 7:5, 4:6, 6:1     |
| 1998      | Conchita Martínez Patricia Tarabini         | Lisa Raymond Rennae Stubbs                | 3:6, 6:4, 6:4     |
| 1999      | Jana Novotná Jelena Lichowzewa              | Barbara Schett Patty Schnyder             | 6:1, 6:4          |
| 2000      | Virginia Ruano Pascual Paola Suárez         | Conchita Martínez Patricia Tarabini       | 7:5, 6:3          |